# Diogo de Vasconcelos
Diogo de Vasconcelos est une municipalité brésilienne de l'État du Minas Gerais et la microrégion d'Ouro Preto.